# Gasenberget

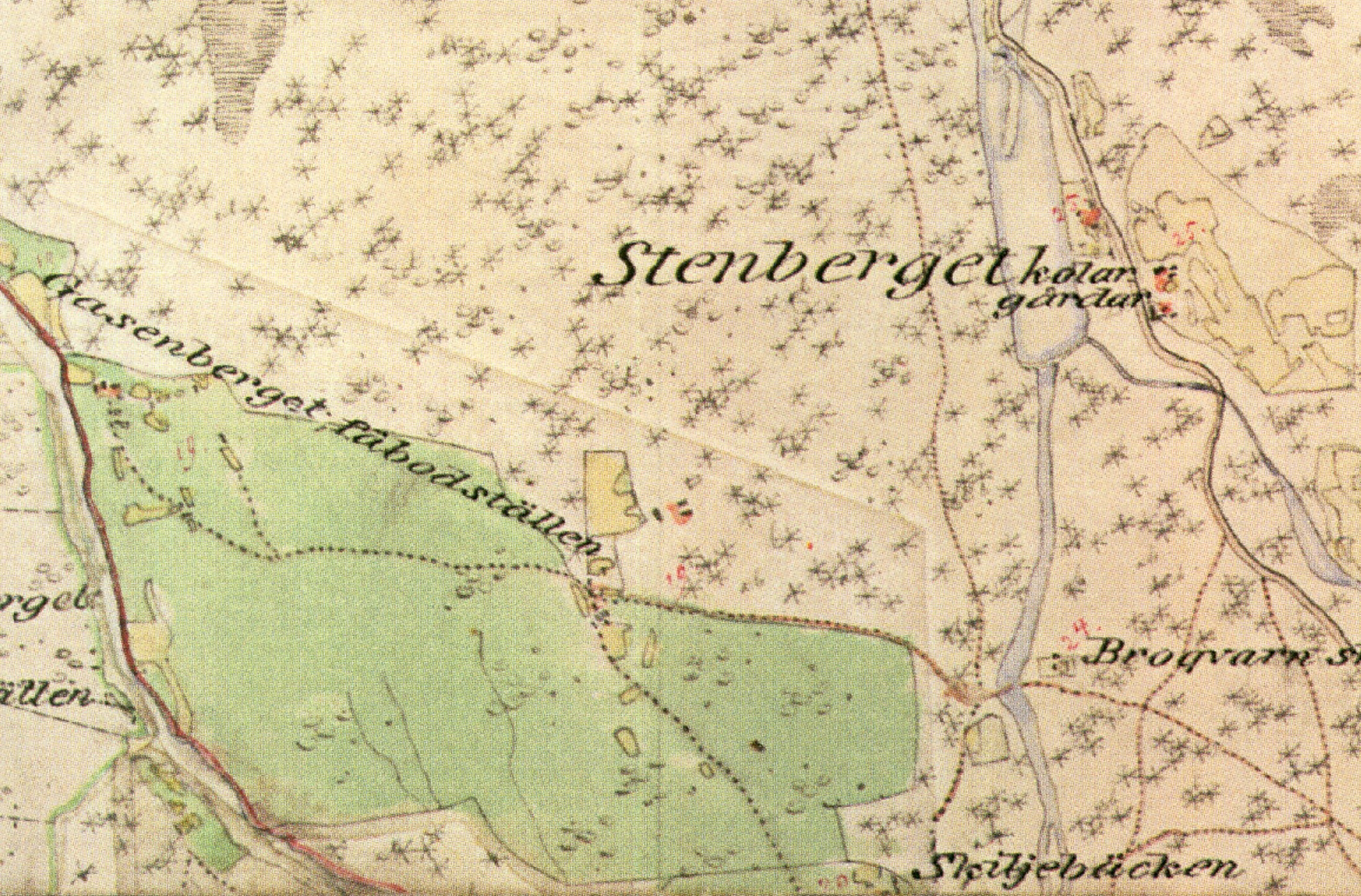
Karta från 1866-1867.

Gasenberget (även Gasenbergets fäbodar) var en fäbodvall strax nordväst om Nyhammar i Ludvika kommun, Grangärde socken. Fäbodrörelsen var i bruk till 1960, idag nyttjas bebyggelsen som fritidshus. Området är ett fornminne med RAÄ-nummer Grangärde 561:1-5.

## Beskrivning
Gasenbergets fäbodställen ligger i en sydvästsluttning med en storslagen vy över Grangärdebygden. Fäbodställen på Gasenberget är kända sedan 1621 och omnämns i 1663-64 års inventering av fäbodar. Exakt var de har funnits är dock oklart. De äldsta bevarade husen härrör från 1700-talet och var i bruk som fäbodar fram till 1960, då fanns fortfarande får på vallen. Idag har stora delar av den öppna marken försvunnit och fäbodställen verkar vara utspritt med skogspartier emellan. Marken mellan bebyggelsen har dock hört till samma inägomark och tillhörde Norrbo byns gårdar. Området är fullt av lämningar som rösen, gärdesgårdsrester och husgrunder. Byggnaderna är låga och knuttimrade, en del är klädda med panel. Runt husen hittar man en del halvt förvildade torpväxter, som sannolikt kommit dit under 1900-talet.
Gasenbergets fäbodar har även blivit känt genom att Ivar Lo-Johansson skrev sin roman Godnatt, jord här sommaren 1933, i en av de små 1700-tals stugorna. Han hade bjudits hit av sin äldre kollega, Stockholmsskildraren  Ivan Oljelund, som hade en stuga på Gasenberget. I en tidningsintervju i Dagens Nyheter den 17 juli 1983 menade Lo-Johansson: "Det var ju en paradox att sitta och skriva en realistisk roman här på fäbodvallen, den mest romantiska miljö som kan tänkas […] jag kom hit utan några böcker eller anteckningar och hade alltihopa i huvudet."

## Bilder

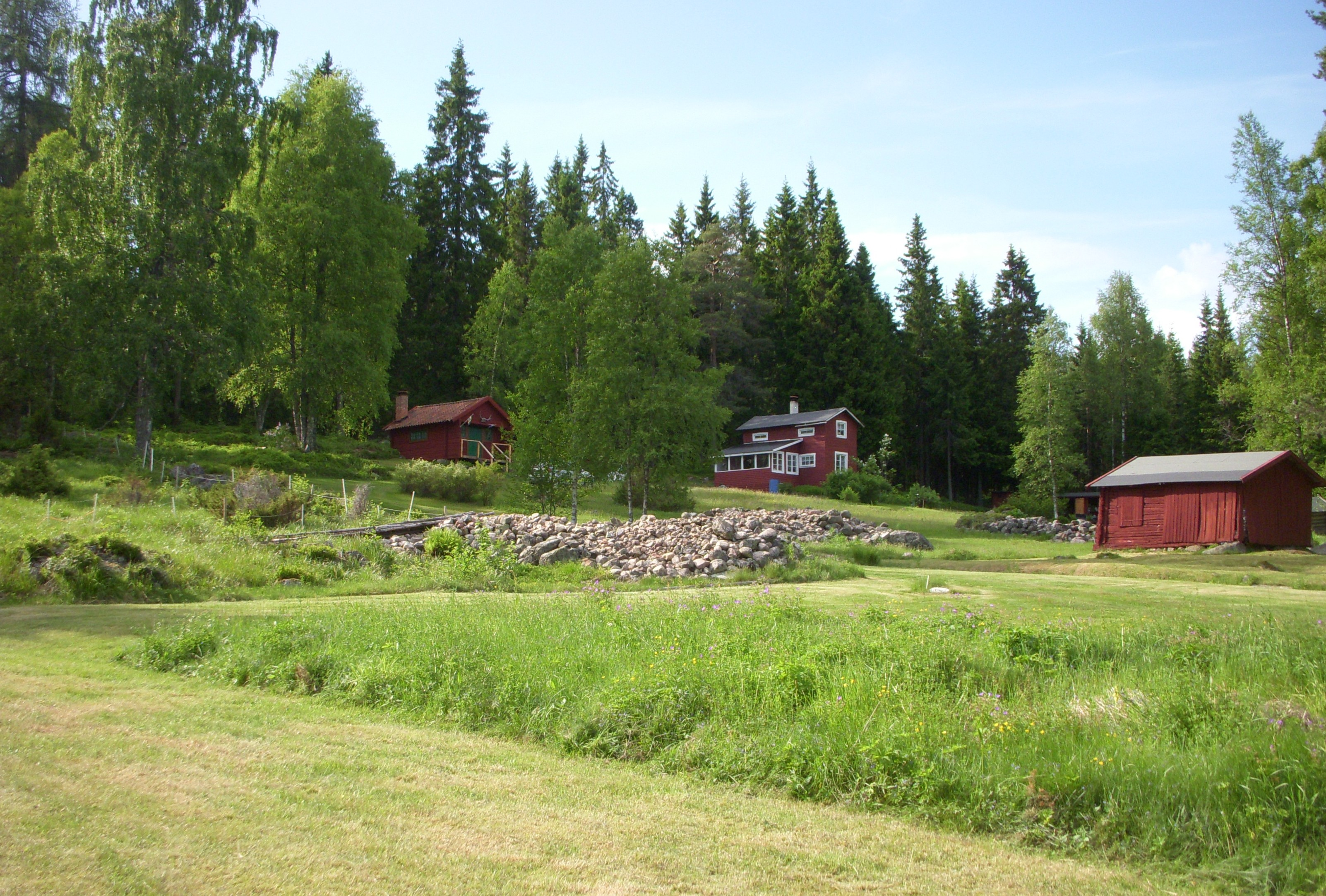
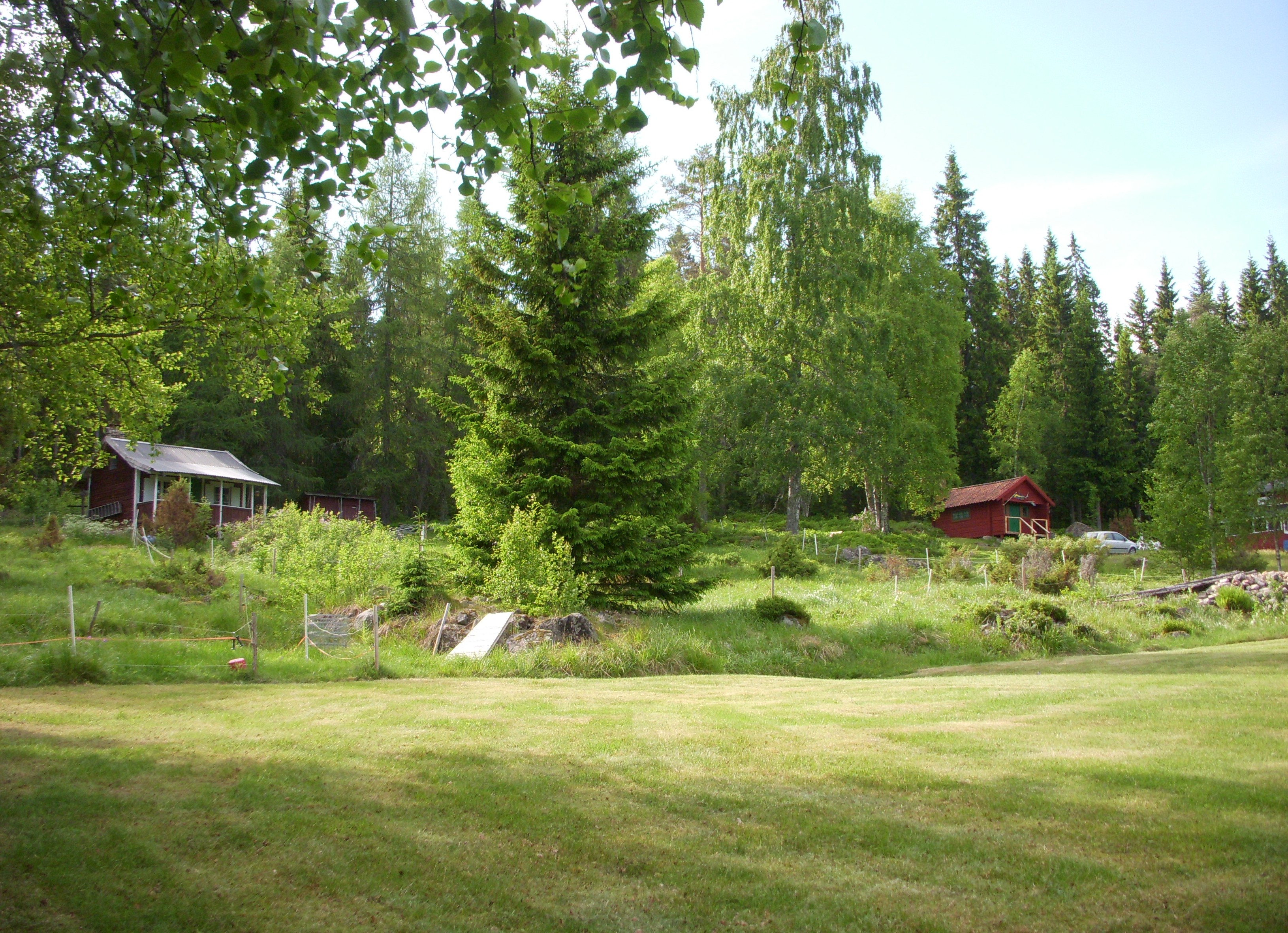
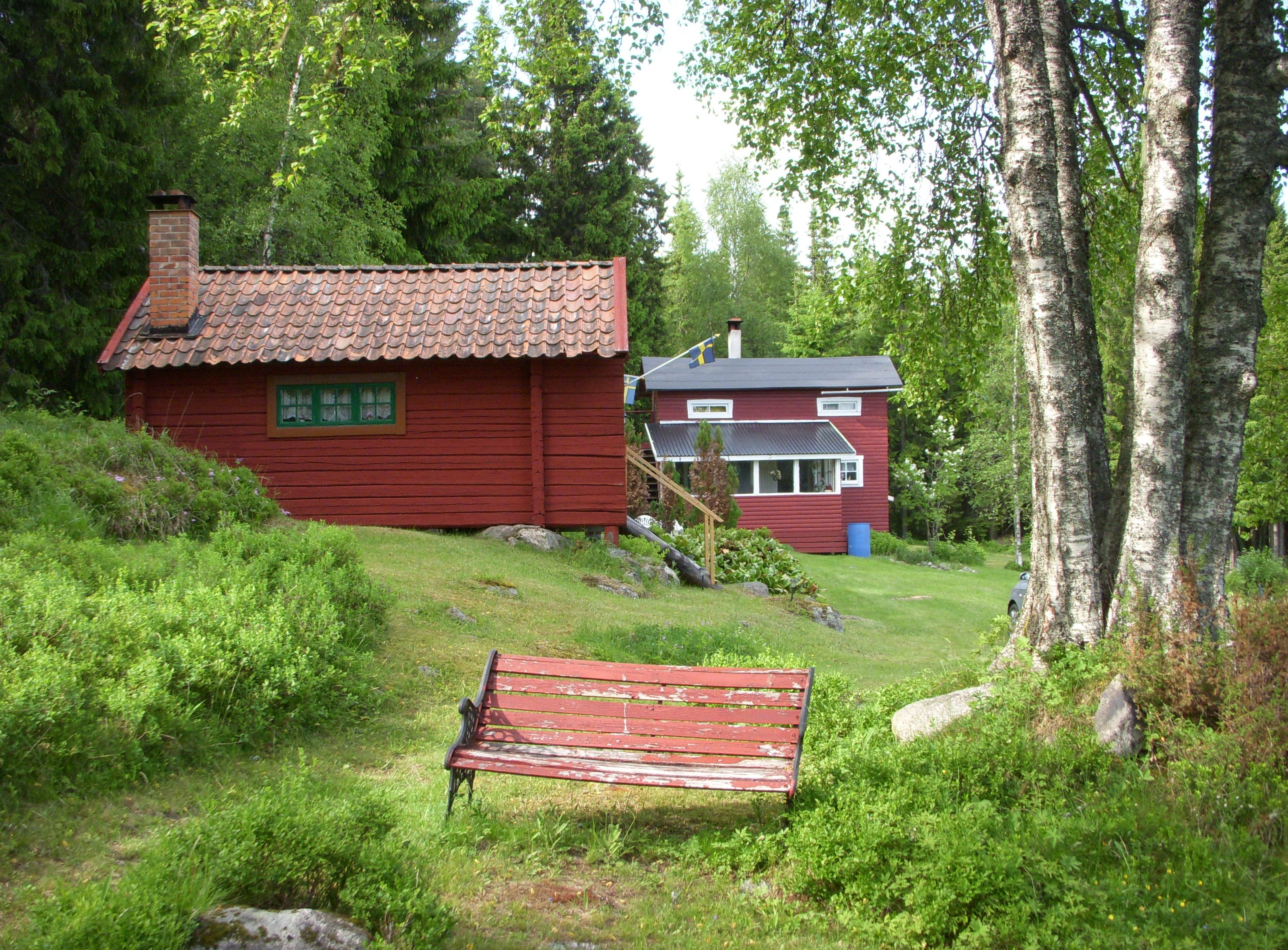
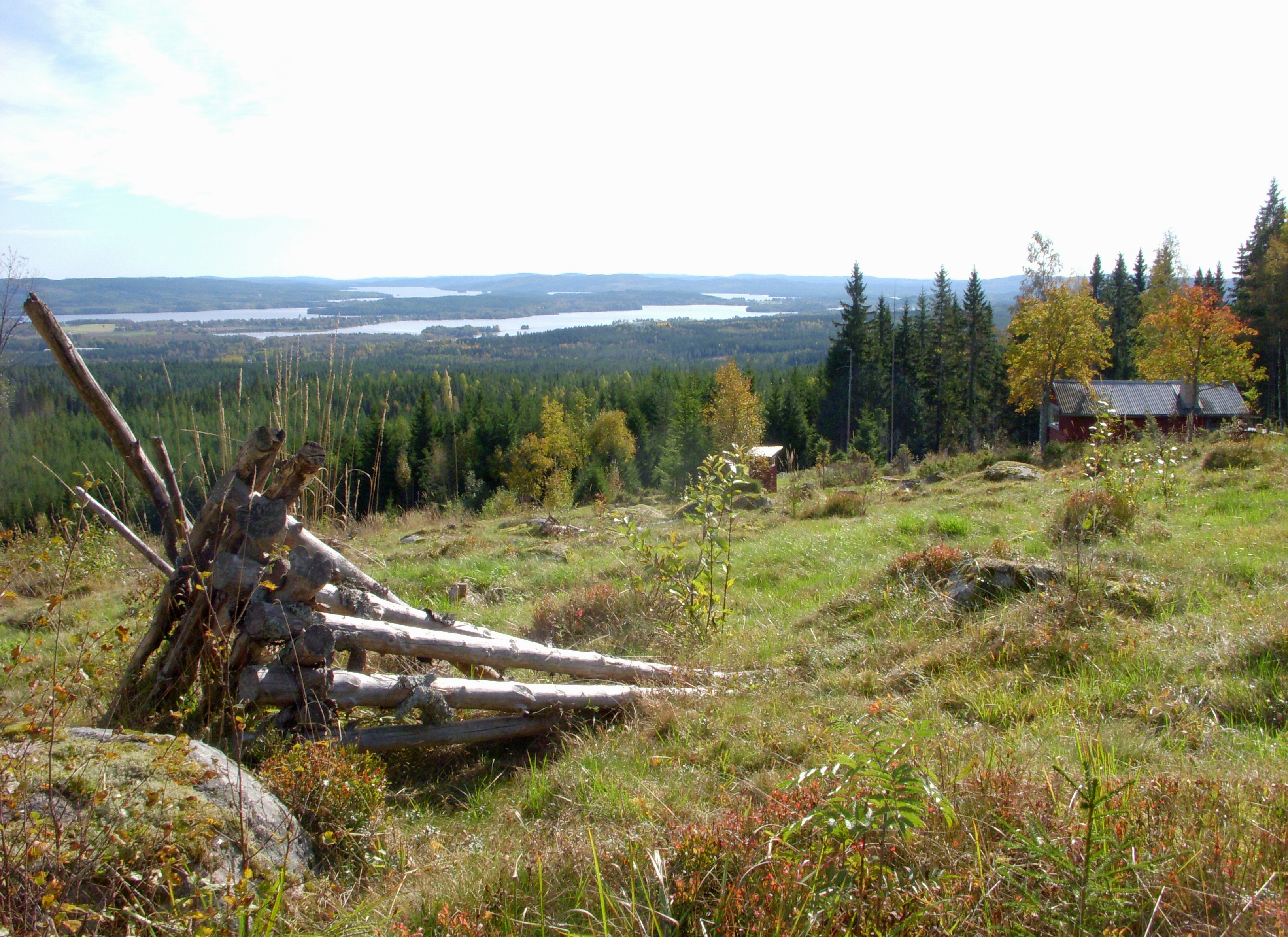
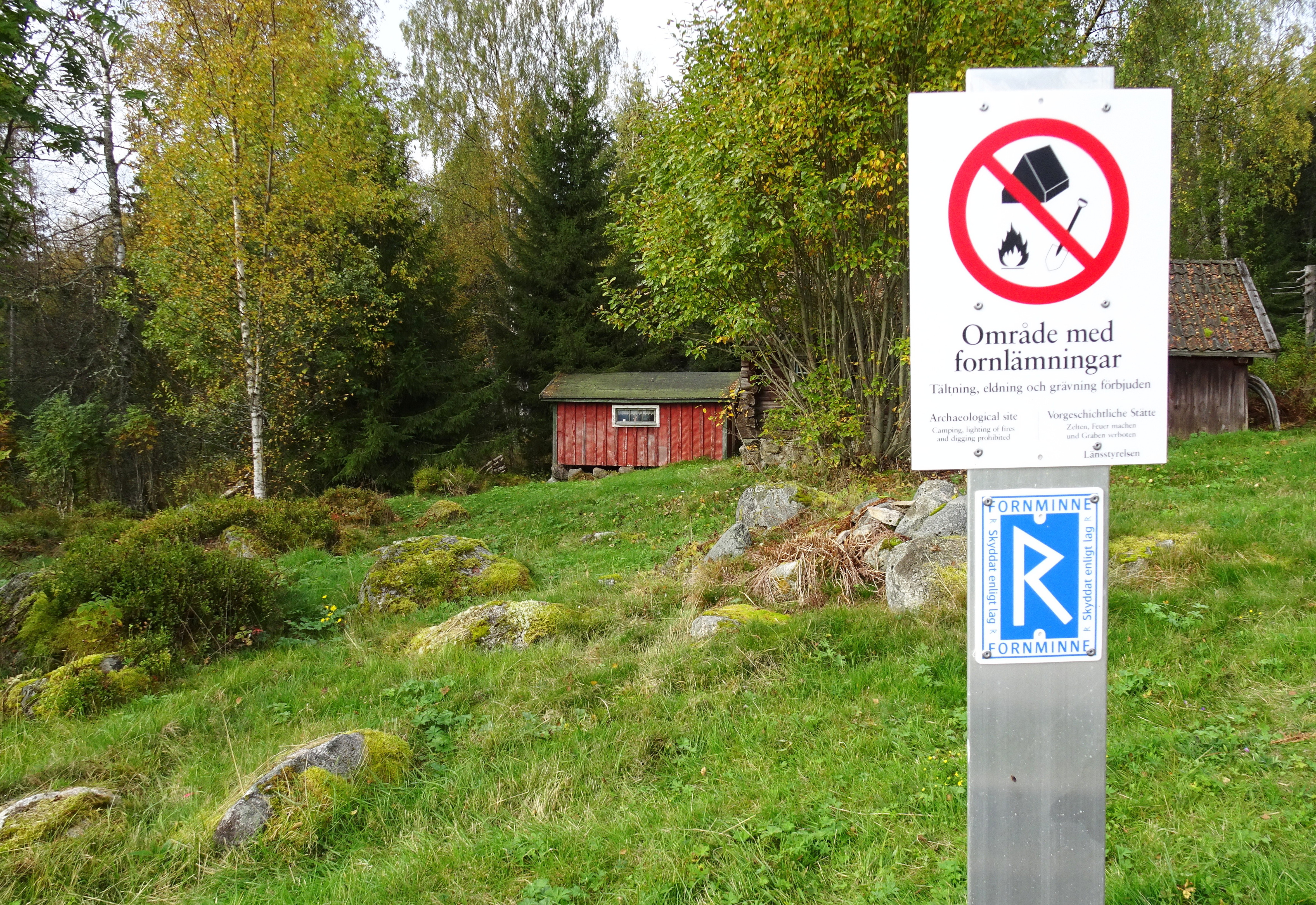

### Webbkällor
- Grangärdebygden om Gasenberget
- ”Allting lossnade här uppe”. Dagens Nyheter. 17 juli 1983.
- RAÄ-nummer Grangärde 561:5.